# Ема Иљинична Чудиновских
Ема Иљинична Чудиновских (рус. Эмма Ильинична Чудиновских; 16. маја 1936 — 19. априла 1970) била је совјетски историчар. Водећи специјалиста за историју средњовековног Балкана. У свом темељном раду о историји градова Далмације открила је утицај трговине на формирање и развој урбанизма код јужних Словена. Она је прва користила грчке портолане у свом раду на проучавању историје јужних Словена.

## Биографија
Рођен 16. маја 1936. године у граду Свердловску. Од 1953. до 1958. студирала је на историјском одсеку Уралског универзитета. Године 1967. одбранила је дипломски рад на тему: „Трговина далматинских градова са средњим и источним Средоземљем крајем 13. - првој половини 15. века. На основу материјала из Трогира, Дубровника, Котора.“ Научни руководилац Михаил Јаковлевич Сјузјумов
Од септембра 1965. радила је у Педагошком заводу Станислав.
Умрла је 19. априла 1970. у Ивано-Франковску, а сахрањена је на градском „Кијевском” гробљу. Гроб није сачуван